# Mortarium

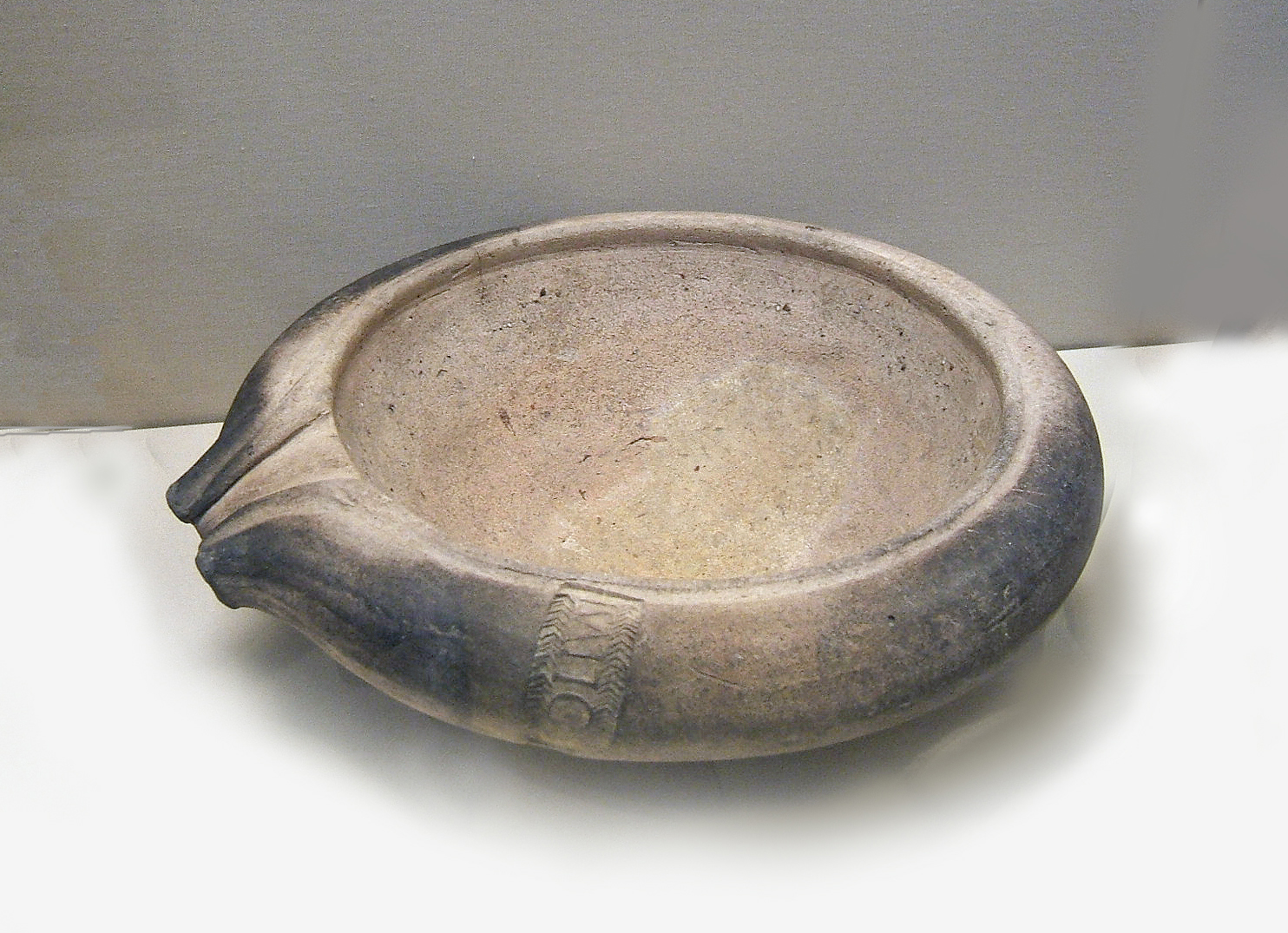
Mortarium s jednoduchou výlevkou. Vyrobeno v Británii v 1. století

Mortarium je druh starořímské kuchyňské nádoby, používané k drcení či míchání potravin. Jedná se o polokulovité nebo kónické misky se zesílnými okraji a vnitřní plochou vykládanou hrubým pískem a štěrkem.
Raně římské mortaria bývají označena kolky, na kterých jsou uváděna jména hrnčířů, kteří nádoby vyrobili. Některá moratoria vyrobena na území dnešní Itálie či Galie se díky importu dostávaly do vzdálených provincií římské říše a dokonce i do barbarika. Po většinu doby římské však převládala místní výroba. Nálezy pomáhají mimo jiné mapovat šíření římského způsobu přípravy potravin.